# Cristoforo Guidalotti Ciocchi del Monte
Pour les articles homonymes, voir Guidalotti.
Cristoforo Guidalotti Ciocchi del Monte, connu en France sous le nom Christophe de Monte (né v. 1484  à Arezzo en Toscane et mort le 27 octobre 1564 à Sant'Angelo in Vado, dans l'actuelle région des Marches, alors dans les États pontificaux), est un prélat italien de la Renaissance, qui fut évêque de Bethléem, de Cagli (1534-1550), de Marseille (1550-1556) et devint cardinal en 1551.

## Biographie
Cristoforo Guidalotti Ciocchi del Monte, né à Arezzo (Italie) vers 1484, était le cousin germain du pape Jules III. En effet sa mère, Marguerite de Monte, était la tante de Jules III qui voulut que son cousin prenne le nom de sa mère et non celui de son père Cecho Guidaloti.
Il est nommé évêque de Bethléem puis de Cagli. À la mort de l’évêque de Marseille Jean-Baptiste Cibo, Henri II nomma pour lui succéder Jean Ballaguier (ou Balaguer), abbé de Pérignac du diocèse d’Agen. Jean-Baptiste Cibo étant mort un mois avant son frère le cardinal Innocent Cibo, l'évêché de Marseille était théoriquement retourné à ce dernier. Le pape Jules III estimant que le siège de Marseille relevait de la Cour de Rome, désigna directement Cristophe de Monte. Le conflit fut réglé par la démission de Jean Ballaguier. 
Cristoforo del Monte désigna un chanoine de Cagli, Jean Gallomerici, pour prendre en son nom possession de l'évêché. Il nomma ensuite Jean Tournier, moine de Saint-Victor, vicaire général.
Il est créé cardinal lors du consistoire du 18 décembre 1551 et se démit de ses fonctions de l’évêché le 9 mars 1556. Il meurt le 24 septembre 1564 sans très probablement n'être jamais venu dans son évêché de Marseille.